# شرايين صادرة
الشرايين الشعرية الصادرة هي الأوعية الدموية التي تُعدُّ جزءاً من الجهاز البولي للكائنات الحيّة. الشرايين الصادرة تتكون من التقاء الشعيرات الكبيبية. وهي تلعب دورا هاما في الحفاظ على معدل الترشيح الكبيبي على الرغم من التغيرات الحادثة في ضغط الدم.
الكلى في الثدييات تتبع طريقين مختلفين تماماً حسبَ موقع الكبيبات التي تنشأ منها.
الكلى في الثدييات أيضاً هناك نسبة 15% من الكبيبات تقع بالقرب من الحد الفاصل بين القشرة الكلوية والنخاع وتسمى الكبيبات المجاورة للنخاع. والبقية عبارة عن كبيبات قشرية غير متمايزة.

## في الكبيبات القشرية غير المتمايزة
الشرايين الصادر من الكبيبات القشرية غير متمايزة هي الأكثر تعقيداً. فعلى الفور من تركها الكبيبة تتفرق إلى شعيرات دموية وتصبح جزءا من الضفيرة الغنية من الأوعية المحيطة بالأجزاء القشرية من الأنابيب الكلوية.

## في الكبيبات المجاورة للنخاع
الشرايين الصادرة من الكبيبات المجاورة للنخاع مختلفة عن ذلك كثيراً.إنها تتفرق لكنها تُكوّن حِزَماً من الأوعية الشرايين المستقيمة والتي تعبُر المنطقة الخارجية من النخاع لتقوم بإمداد المنطقة الداخلية بالدم.
الأوعية العائدة من النخاع الداخلى الأوردة المستقيمة تقوم ببعثرة نفسها بصورة منظمة للغاية بين الشرايين المستقيمة النازلة لتقوم بتشكيل الشبكة الكبيبية الكلوية.هذه الشبكة هي المسؤولة عن العزل الأسموزي للنخاع الداخلى عن بقية الكلية وبهذا تسمح بإفراز البول مُفرط التوتر عندما تتطلب الظروف. وحيث أن تلك الشبكة تقوم بعزل النخاع الداخلى عن تبادل الغازات فأى عملية أيض تتم في تلك المنطقة تكون لا هوائية.وكذلك خلايا الدم الحمراء التي لا تقوم بأية وظيفة هناك يتم تحويلها بآلية غير مفهومة من الشرايين المستقيمة إلى الضفيرة الشعيرية المحيطة بالأنابيب الواقعة في المنطقة الخارجية من النخاع. الدم في هذه الضفيرة والعائد من النخاع الداخلي يجد طريقه إلى الوريد الكلوي والدورة الدموية العامّة من خلال مسارات ممثالة لتلك التي تقوم بعملية الصرف لبقية القشرة.

## تنظيم معدل الترشيح الكبيبي
عندما ترتفع معدلات أنجيوتنسين بسبب تفعيل نظام رينين أنجيوتنسين-ألدوستيرون، فإنه يحدث تضييق على مستوي أغلب الشرايين في الجسم، من أجل الحفاظ على ضغط الدم الكافي. ومع ذلك، فإن هذا يقلل من تدفق الدم إلى الكلى.و للتعويض فإن الشرايين الصادرة تتعرض للانقباض إلى درجة أكبر من الشرايين الأخرى، وذلك استجابةً لزيادة مستويات أنجيوتنسين. وبالتالي يتم الحفاظ على الضغط في الشعيرات الدموية الكبيبية، وبالتالى يظل معدل الترشيح الكبيبي كافٍ. ومع ذلك، في بعض الحالات حيث يظل أنجيوتنسين مرتفعاً جدا لفترة طويلة، فإن الضغط الجرمي الغروي في الشعيرات الدموية يزيد، مواجهةً لزيادة الضغط الهيدروستاتيكي الناشئ عن انقباض الشريان الصادر. هذا سيقلل من معدل الترشيح الكبيبي، وهذا يتوقف على مستوى الزيادة الجرمية في الشعيرات الدموية، مما يؤدى إلى انخفاض الكسر الترشيحي.

## معرض صور

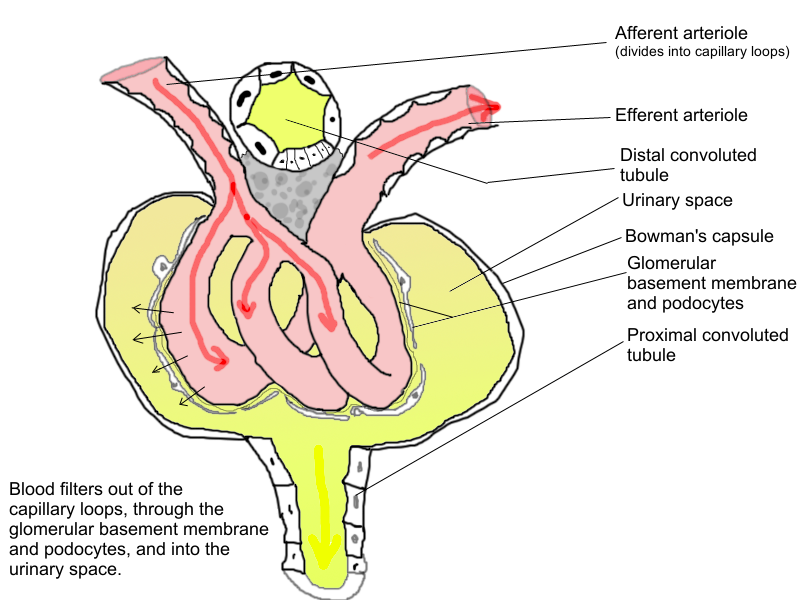
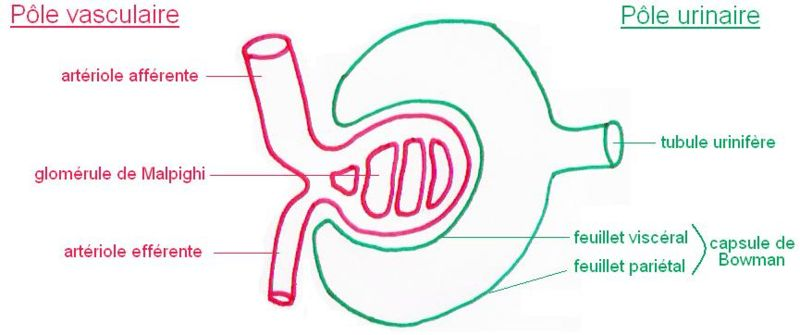